# Far till fyra
Far till fyra, även Rackarungar på äventyr och i Finland Farsans flitiga filurer, (danska: Far til fire) är en dansk komedifilm från 1953 i regi av Alice O'Fredericks. Filmen bygger på seriestrippen Pappas ungar av Kaj Engholm och Olav Hast. I huvudrollerna ses Ib Schønberg och Birgitte Bruun.
Filmen var den första i en serie om åtta Far till fyra-filmer som spelades in under perioden 1953-1961. Den första uppföljaren, Far till fyra far till fjälls, hade premiär 1954.
I Sverige hade filmen urpremiär den 24 januari 1955 på Palladium i Bollnäs.

## Rollista i urval
- Ib Schønberg - far
- Birgitte Bruun - Søs
- Rudi Hansen - Mie
- Otto Møller Jensen - Ole
- Ole Neumann - Lille Per
- Peter Malberg - onkel Anders
- Jørgen Reenberg - skolläraren Jørgen Stæhr
- Ove Sprogøe - bagare Høst
- Sigurd Langberg - direktör Andersen
- Ib Mossin - Peter, studenten
- Paul Hagen - tjuv
- Ilselil Larsen - Grete
- Ellen Carstensen Reenberg - mor
- Agnes Rehni - fru Sejersen
- Else Jarlbak - Kristians mor
- Svend Aage Madsen - Kristian
- Poul Reichhardt - sig själv
- Einar Juhl - pastor
- Svend Bille - tågkonduktör

### Svenska röster
- Erik Gustafsson – pappa
- Lisbeth Bodin – 5-årig flicka
- Kulörten Andersson
- Lars Lennartsson
- Carl-Axel Elfving
- Erna Groth
- Astrid Söderbaum
- Gunnel Wadner
- Dagmar Olsson[9]

Den svenska versionen var den första dubbningen som översattes och spelades in i Nordisk Tonefilms studior på Katarinavägen i Stockholm.

## Visning
Den svenska premiären i Bollnäs föranleddes av tävling anordnad av veckotidningen Husmodern och distributionsbolaget Irisfilm där familjer med 4 barn kunde skicka in en trevlig beskrivning av sin familj och bland annat vinna biobiljetter till filmen och godis till barnen. Tävlingen vanns av redaktör P. W. Häger. En liknande tävling anordnades också inför Göteborgspremiären av HT.